# Alina Mleczko
Alina Mleczko (ur. 1 lutego 1969 w Lublińcu) – polska saksofonistka.

## Kariera
Wydała siedem solowych albumów. Dwa z nich nominowane były do nagrody fonograficznej Fryderyk. Nagrodzona przez pismo muzyczne Classica we Francji za płytę Siesta. Otrzymała także wyróżnienie Rewelacja Audio Video za płytę Fiesta. Amerykański fachowy magazyn Saxophone Journal poświęcił jej artykuł monograficzny w numerze poświęconym najwybitniejszym saksofonistkom świata.
W 1995 zadebiutowała w Filharmonii Narodowej w Warszawie na festiwalu Kultury Latyno-Amerykańskiej wyk. Fantazję Heitora Villa-Lobos.
Jako solistka w klasycznym repertuarze na saksofon i orkiestrę symfoniczną koncertuje z najlepszymi polskimi orkiestrami m.in. Sinfonia Varsovia, z którą odbyła tournée po Niemczech. Bierze udział w projektach związanych z muzyką improwizowaną, alternatywną, jazzem i ethno.
W 2010 jako pierwsza polska saksofonistka odbyła tournée z prestiżową orkiestrą Sinfonia Varsovia po Niemczech, wykonując Koncert na Saksofon i Orkiestrę Smyczkową op. 109 Aleksandra Głazunowa.
Prowadzi klasę saksofonu w Zespole Państwowych Szkół Muzycznych im. Fryderyka Chopina w Warszawie.
W 2011 otrzymała stopień doktora sztuk muzycznych i stanowisko adiunkta na Uniwersytecie Muzycznym Fryderyka Chopina w Warszawie, Wydział Instrumentalno-Pedagogiczny w Białymstoku, gdzie prowadzi klasę saksofonu - .
Pierwsza kobieta, która ukończyła klasę saksofonu w Akademii Muzycznej w Warszawie w klasie Davida Pitucha i Krzysztofa Herdera.
Pierwszą solową płytę Wiatr od Morza nagrała na piątym roku studiów. Kolejne płyty – Siesta (2003) i Fiesta (2005) były nominowane do polskiej nagrody fonograficznej Fryderyk, otrzymywały znakomite recenzje i nagrody. Siesta nagrodę magazynu muzycznego Classique we Francji. Znalazła się również na pierwszym miejscu listy bestsellerów tego pisma. Fiestę okrzyknięto Rewelacją Audio-Video.
Jako solistka koncertowała z orkiestrami m.in. Capella Istropolitana z Bratysławy, Narodowa Orkiestra Ukrainy, Sinfonia Varsovia, Duńska Orkiestra Radiowa i wiele orkiestr filharmonicznych w Polsce.
Koncertuje w wielu krajach Europy i USA. Grała m.in. na festiwalach: Warszawska Jesień, Forum Lutosławskiego, Two days & Two Nights w Odessie, Musica Polonica Nova, Vratislavia Cantans, Festiwal Muzyki Elektronicznej w Pradze, Festiwal Kultury Latynoamerykańskiej.
Na doświadczenie artystyczne Aliny Mleczko składają się także wspólne koncerty ze zdobywcą nagrody Grammy - Włodkiem Pawlikiem zatytułowane - Druga strona medalu - jazz i muzyka klasyczna.

## Projekty teatralne
Artystka wielokrotnie współpracowała z Teatrem Dramatycznym i Teatrem Studio w Warszawie. Brała udział w licznych spektaklach w reżyserii m.in. Krzysztofa Warlikowskiego z muzyką Pawła Mykietyna.
Współtworzy spektakle teatralne wykonując własną muzykę. m.in. z aktorami Wojciechem Siemionem w spektaklu autorstwa Tomasza Walczaka – „Treny mojej Matce”, a także „Saksofon” na podstawie powieści Wiesława Myśliwskiego „Traktat o łuskaniu fasoli” z aktorem Teatru Narodowego Mariuszem Bonaszewskim, Poskromienie złośnicy – Teatr Dramatyczny – reż. Krzysztof Warlikowski, „Godzina, w której nie wiedzieliśmy nic o sobie nawzajem” - reż. Krzysztof Warlikowski - muzyka Paweł Mykietyn. Teatr Studio

## Dyskografia
- Wiatr od morza (1997), wydawca: Polskie Nagrania Edition
- Contemporary Music for Classical Saxophone - USA (marzec 2000), nagrana na żywo w Regenstein Hall, Northwestern University, Chicago
- Siesta (2003), wydawnictwo DUX Recording Producers[5]
- Fiesta (2005), wydawnictwo DUX Recording Producers[6]
- Saxophone (2010), DUX Recording Producers[7]
- Sonatina für Alina (2010), DUX Recording Producers[8]. Płyta nagrana wraz z Baltic Neopolis Orchestra.
- Święta z kolędą (2011), wydana przez EMI Classics

## Nagrody i wyróżnienia
- Nominacja płyty do nagrody Fryderyk 2003[9]
- Nagroda francuskiego magazynu muzycznego "Classica". Mleczko znalazła się również na pierwszym miejscu listy bestsellerów tego pisma
- Płyta "Fiesta" nominowana do nagrody fonograficznej Fryderyk (2005)[10]. „Fiestę” okrzyknięto Rewelacją Audio-Video 2005